# 板倉雄一
板倉 雄一（いたくら ゆういち）は、日本の漫画家。血液型はA型。星座はみずがめ座。
代表作はハンドボールを題材にした『HAND'S -ハンズ- 』。

## 来歴
2006年、『週刊少年ジャンプ』44号にてハンドボールを題材にした「HAND'S -ハンズ- 」で初連載。

## 人物
- 好きな漫画は『リアル』『ピンポン』『殺し屋1』『NARUTO -ナルト-』、大亜門の諸作品等。

## 作品
- HAND'S -ハンズ- 
  - 読切・『赤マルジャンプ』2005SUMMER
  - 読切・『週刊少年ジャンプ』2006年18号
  - 連載・『週刊少年ジャンプ』2006年44号 - 2007年01号
- 透明少年
  - 読切・『赤マルジャンプ』2008SPRING